# Bahnhof Lorraine TGV
Der Bahnhof Lorraine TGV, benannt nach seinem Einzugsgebiet der ehemaligen Region Lorraine (deutsch Lothringen), befindet sich bei Streckenkilometer 281,3 an der LGV Est européenne, einer Hochgeschwindigkeitsstrecke zwischen Paris, Ostfrankreich und Süddeutschland. Er ist neben Champagne-Ardenne TGV und Meuse TGV einer von drei Bahnhöfen der LGV Est européenne. Die Station befindet sich auf dem Gebiet der Gemeinde Louvigny und ist etwa 27 Kilometer von Metz und 37 Kilometer von Nancy entfernt. Sie wurde am 30. Mai 2007 feierlich eingeweiht und wird seit dem 10. Juni 2007 von Zügen bedient. Die SNCF rechnete mit 600 000 Reisenden jährlich, benutzt wurde er im Jahr 2018 von 583 500 Reisenden.
Der Standort des Bahnhofs war umstritten. Der Regionalrat plante die Verlegung des Haltepunktes nach Vandières; dieses Projekt wird allerdings nicht weiterverfolgt.

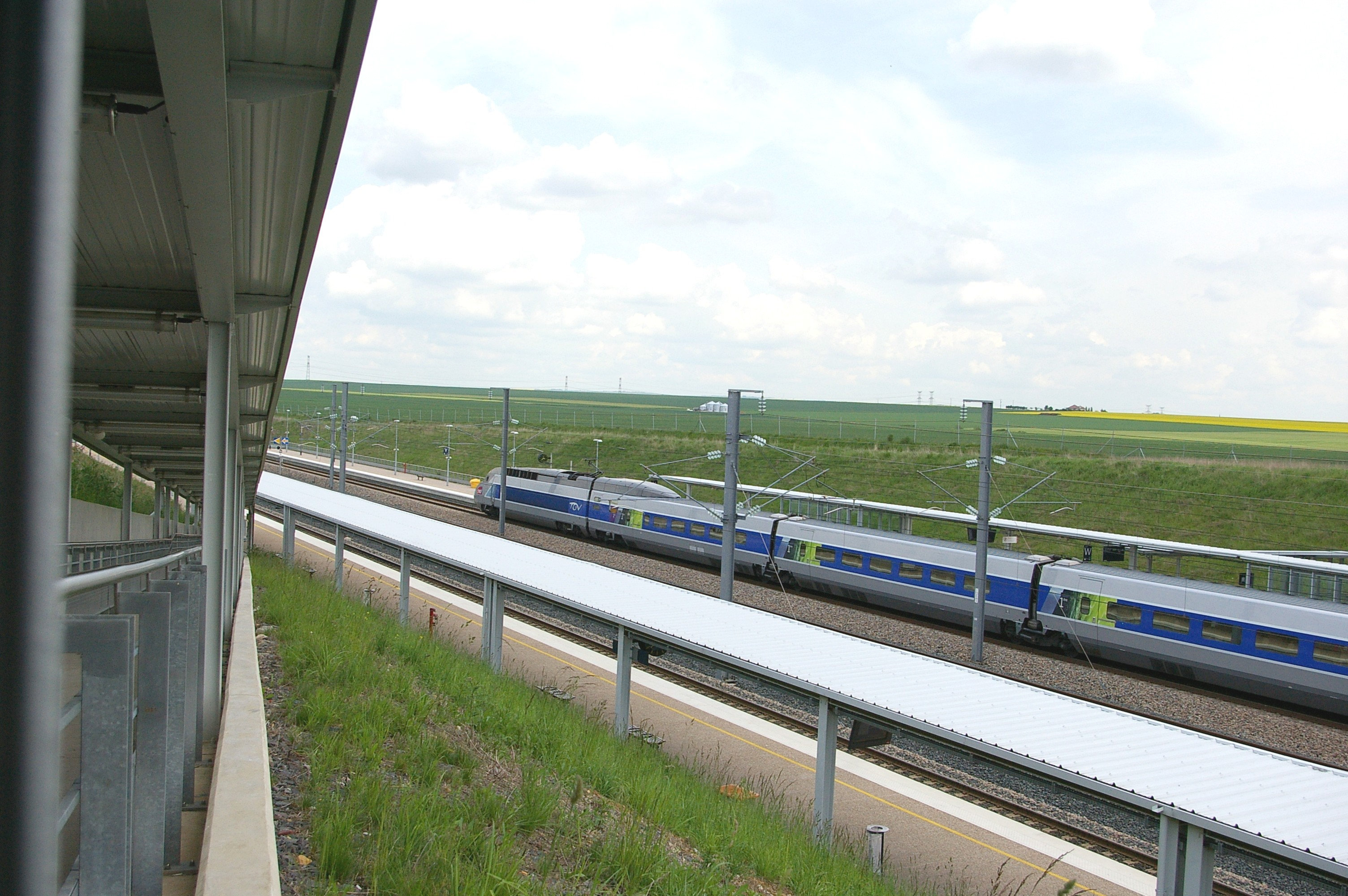
TGV am gegenüberliegen Bahnsteig

## Infrastruktur

### Allgemein
Der Bahnhof verfügt über ein in Holz und Glas gehaltenes Empfangsgebäude, zwei überdachte Bahnsteige und eine ebenfalls überdachte Überführung über die Gleisanlagen. Den Reisenden stehen vor dem Bahnhof 850 Parkplätze zur Verfügung.
Der Bau des Bahnhofs kostete insgesamt 32 Millionen Euro.

### Bahnanlage
Der Bahnhof Lorraine TGV verfügt über insgesamt vier Gleise, wobei nur die beiden äußeren mit einem Bahnsteig versehen sind. Auf den zwei mittleren Gleisen können die Züge mit 320 Kilometern pro Stunde durchfahren. Die Weichen in den Hauptgleisen sind Schnellfahrweichen angefahren, auf beiden Bahnhofsköpfen gibt es je eine einfache Gleisverbindung zwischen den durchgehenden Hauptgleisen. Alle Gleise sind in herkömmlichem Schotteroberbau mit dem Schienenprofil UIC 60 (mit einer Masse von 60 Kilogramm pro Meter) ausgeführt.

## Verkehrsanbindung
Nicht alle Züge, die die LGV Est européenne nutzen, halten in Lorraine TGV. Der Bahnhof wurde mit Stand vom Februar 2015 etwa zwischen 7 und 21 Uhr von 16 TGV-Zügen pro Tag genutzt. Es bestehen somit umsteigefreie Verbindungen nach Straßburg, Bordeaux, Lille, Rennes und Nantes. Verbindungen nach Paris und Deutschland bestehen zurzeit nicht mehr.
Anschlüsse an das bestehende Netz des öffentlichen Personennahverkehrs gibt es wegen der abgeschiedenen Lage des Bahnhofs nicht. Zwischen Lorraine TGV und den Bahnhöfen in Metz und Nancy verkehren Pendelbusse im Stundentakt. Weitere regelmäßige Pendelbusverbindungen bestehen zum Bahnhof Luxemburg.
Rund sieben Kilometer vom Bahnhof entfernt liegt der Flughafen Metz-Nancy-Lothringen. Allerdings sind die Umsteigerzahlen Richtung Flughafen in den ersten Jahren nach Inbetriebnahme des Bahnhofs hinter den Erwartungen zurückgeblieben.